# Гебелома
Гебело́ма (лат. Hebeloma) — род грибов семейства Паутинниковые (Cortinariaceae). Ранее род причисляли к семействам Строфариевые (Strophariaceae) и Больбитиевые (Bolbitiaceae).

## Описание
Плодовые тела шляпконожечные с центральным положением ножки, обычно средних размеров.
Шляпка от полушаровидной до плоской формы, может быть с бугорком. Кожица слизистая или клейкая, реже сухая, окраска беловатая или коричневых оттенков, обычно светлая. Поверхность гладкая или волокнистая, чешуйчатая.
Мякоть хорошо развита, мясистая, мягкая или плотная, компактная или относительно тонкая, белая или коричневатая, не изменяется на срезе, обычно горькая и имеет сильный характерный запах (редечный или другой).
Ножка цилиндрическая, волокнистая, может быть полая, часто с чешуйчатым или мучнистым налётом.
Пластинки приросшие, с выемкой или свободные, вначале бледные, затем светло-бурых оттенков.
Частное покрывало паутинистое или плёнчатое, обнаруживается в виде кольца или кольцевой зоны на ножке, висячих хлопьев по краю шляпки, у многих видов эти признаки неясно выражены или совсем незаметны.
Споровый порошок коричнево-бурых оттенков.

## Экология
Микоризные и сапротрофные грибы, растут на почве, реже на остатках древесины, встречаются в лесистых местностях и посадках деревьев, иногда среди травы, некоторые виды карбофильны (вырастают на гарях, старых кострищах).

## Практическое значение
Есть слабо ядовитые виды, другие имеют неприятный вкус и запах, поэтому обычно считаются несъедобными, к тому же многие виды трудно точно определить. Этот род не имеет особого значения для грибников.

## Некоторые виды
- Hebeloma anthracophilum — Гебелома углелюбивая
- Hebeloma candidipes
- Hebeloma crustuliniforme — Гебелома клейкая, или корочковидная, или ложный валуй, или хреновый гриб
- Hebeloma edurum
- Hebeloma fastibile
- Hebeloma hiemale — Гебелома зимняя
- Hebeloma ingratum — Гебелома неприятная
- Hebeloma mesophaeum — Гебелома опоясанная, или буросрединная, или темноватая
- Hebeloma leucosarx — Гебелома беломясая
- Hebeloma pallidoluctuosum
- Hebeloma pusillum — Гебелома малюсенькая
- Hebeloma radicosum — Гебелома корневидная
- Hebeloma sacchariolens — Гебелома сахарная
- Hebeloma sinapizans — Гебелома горчичная, или редечная
- Hebeloma testaceum — Гебелома терракотовая
- Hebeloma vaccinum — Гебелома рыжевато-красная